# Минино (Березниковский сельсовет, Вологодский район)
Минино — деревня в Вологодском районе Вологодской области.
Входит в состав Новленского сельского поселения (с 1 января 2006 года по 8 апреля 2009 года входила в Березниковское сельское поселение), с точки зрения административно-территориального деления — в Березниковский сельсовет.
Расстояние до районного центра Вологды по автодороге — 98 км, до центра муниципального образования Новленского по прямой — 17 км. Ближайшие населённые пункты — Воронино, Бобровское, Билибино, Меньшовское, Кобелево, Погост Еленга, Лукинское, Прибытково.

## Население
| 2010 |
| ---- |
| 36   |

По переписи 2002 года население — 42 человека (23 мужчины, 19 женщин). Преобладающая национальность — русские (98 %).

## Археология и палеогенетика
У деревни Минино вблизи приустьевой части реки Дмитровки, на обращённом в сторону Кубенского озера возвышенном крае современной пойменной и первой надпойменной террас, в акватории Заболотского палеоозера находятся стоянки эпохи мезолита культуры Веретьё  и неолита — Минино II и Минино I, для которых получены радиоуглеродные даты — 8400±40 — 9435±40 л. н. и 6165±45 — 9435±55 л. н. соответственно.
У мезолитических образцов Min11 (8671±48 — 8092±94 лет до н. э.), Min3 (7472±52 лет до н. э.), Min8 (6450 — 5800 лет до н. э.) определена митохондриальная гаплогруппа U4a1, у образцов Min2 и Min5 (8740 — 8420 лет до н. э.) определена митохондриальная гаплогруппа U4a2, у образца Min10 (5650 — 4600 лет до н. э.) определена митохондриальная гаплогруппа U4d (калиброванная дата).
У мезолитического образца NEO537 (6102 лет до н. э.) определили Y-хромосомную гаплогруппу R1b1a и митохондриальную гаплогруппу U4a, у образца NEO539 (8107 лет до н. э.) - митохондриальную гаплогруппу U4, у образца NEO536 (7618 лет до н. э.) - Y-хромосомную гаплогруппу R1b и митохондриальную гаплогруппу U4. У образца железного века NEO538 (Минино I, погр. 16, 980-203 лет до н. э.) определили Y-хромосомную гаплогруппу N1a1a1a1a2-L1026>Z1936>CTS1223>Z1934>Z1928>SK1485 (xFT269439,Y81323,YP6094)>SK1485* и митохондриальную гаплогруппу U5a1d2b>U5a1d2b1b. 
На западном берегу Кубенского озера у деревни Минино в устье реки Дмитриевки (Карачевки, Староселки) находится Мининский комплекс средневековых памятников. Средневековый культурный слой зафиксирован на поселениях Минино I, VI, VII, рядом с которыми выявлен обширный средневековый могильник Минино II. Селище Минино I (разрезы 3, 6, 7) площадью почти 1,5 га занимает центральное место в этой локальной группе. К XI — XIII векам относятся погребения, оставленные древнерусским населением. Общая площадь распространения средневекового слоя в Минино составляет ок. 1,5 га.
Анализ митохондриальной ДНК у 12 образцов из средневековых погребений могильника Минино II показал, что у 10 индивидов выявлен митотип митохондриальная гаплогруппа H, у одного — митотип митохондриальной гаплогруппы H с нуклеотидной заменой 16129 G-A, у одного — митотип митохондриальной гаплогруппы I с нуклеотидными заменами 16129 G-A, 16223 C-T. Митохондриальную гаплогруппу H5a1a определили у мужчины из некрополя Минино-II, жившего во второй половине XII века — начале XIII века.